# Liste der denkmalgeschützten Objekte in Myslovice
Grundlage dieser Liste der denkmalgeschützten Objekte in Myslovice ist die ÚSKP-Liste (Ústřední seznam kulturních památek České republiky, deutsch Zentrale Liste der Kulturdenkmäler der Tschechischen Republik), die von der tschechischen Denkmalschutzbehörde NPÚ (Národní památkový ústav, deutsch Nationale Denkmalbehörde) seit 1987 geführt wird und an die seit dem Jahr 1850 geschaffenen Listen anschließt.

## Denkmalgeschützte Objekte nach Ortsteilen

### Myslovice
| Lage                            | Objekt     | Beschreibung | ÚSKP-Nr.                  | Bild       |
| ------------------------------- | ---------- | --- | ------------------------- | ---------- |
| Myslovice, Dorfplatz (Standort) | Kapellchen | Eine kleine Dorfkapelle mit einem offenen Vorraum, der von zwei einfachen Säulen getragen wird. Die Fassade gipfelt in einem dreieckigen Giebel, ein polygonaler Glockenturm auf dem Dach. Ein Beispiel für eine kleine Empire-Kapelle aus dem frühen 19. Jahrhundert. | 20749/4-3151 Info Katalog | Kapellchen |